# Burlo (Adelsgeschlecht)

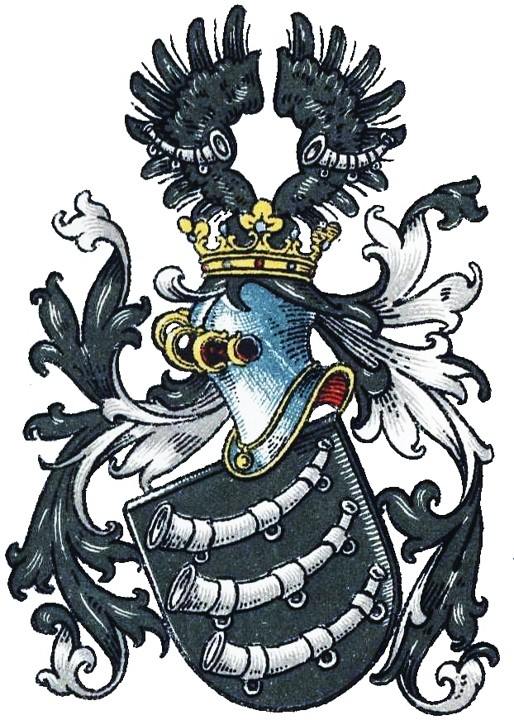
Wappen derer von Burlo

Die Herren von Burlo (auch: Burloe, Buerlo o. ä.) waren ein westfälisches Adelsgeschlecht.

## Geschichte
Das Geschlecht, das seinen Namen vom Ort Burlo, einem Stadtteil der Stadt Borken im gleichnamigen Kreis, hat, saß im 17. Jahrhundert auf Haus Hengelborg in der Stadtlohner Bauernschaft Estern.
Thomas von Burlo aus der Grafschaft Zütphen erhielt am 26. Juli 1620 seinen Adelsstand bestätigt und eine Wappenbesserung. Wilhelmus Theodorus a Burloe († 1735) war 1715–1735 Kanoniker am Alten Dom in Münster. 1761 waren Stephan von Burloe, Oberkellner, und Franz von Burloe, Propst zu Haarhausen, Mitglieder des Kapitels des Stifts Corvey. 1788 war o. g. Stephan von Burloe, Senior und Propst zu Meppen, noch immer Mitglied des Corveyer Kapitels.

## Wappen
Blasonierung: In Schwarz drei silberne Hifthörner mit je drei Ringen, aber ohne Bänder, pfahlweise übereinander gelegt, die Mundstücke nach links. Auf dem gekrönten Helm ein schwarzer, offener Flug, jeder Flügel mit einem silbernen Hifthorn belegt, die Mundstücke nach außen. Die Helmdecken sind schwarz-silbern.
Weitere Wappendarstellung:

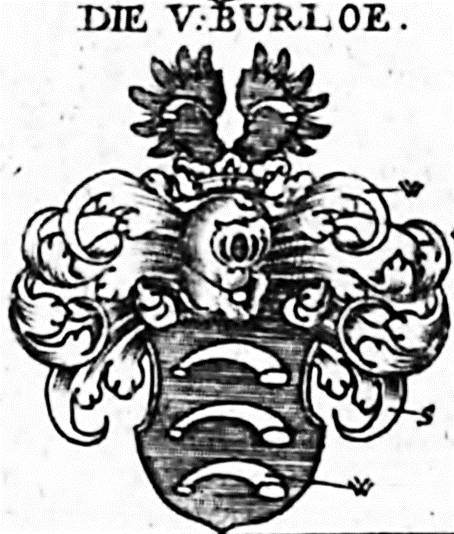
Wappen derer von Burlo bei Siebmacher